# Adelais de Buzançais
Adelais de Buzançais (parfois appelée Aelendis, Adélaïde ou encore Adèle d'Amboise) (née en 855, morte en 893), vient d'une famille franque influente du Val de Loire. 

## Biographie
Du côté maternel, elle est la nièce de Adalard, archevêque de Tours, et de Raino, évêque d'Angers. En 865, ses oncles arrangent son mariage avec Ingelger, décrit comme un miles optimus. La dévotion de ce dernier à Charles le Chauve est récompensée par ce mariage ainsi que par des terres et des titres militaires. La dot d'Adelais comprenait Buzançais, Châtillon-sur-Indre et la forteresse d'Amboise qui devint finalement la résidence royale connue sous le nom de château d'Amboise. Adelais et Ingelger, qui est identifié comme vicomte ou premier comte d'Anjou, sont les parents de Foulques Ier d'Anjou dit le Roux ou le Rouge, qui devient le premier comte héréditaire d'Anjou. 
Selon le Gesta Consulum Andegavorum, « après la mort de son mari, Adelais a été injustement accusée d'adultère par un groupe de nobles dirigés par “Guntrannus parens Ingelgerii”, mais fut exonérée par la suite » Geoffroy V d'Anjou, fondateur de la dynastie Plantagenet des rois anglais, descend d'Adelais et d'Ingelger.